# Союз советских обществ дружбы и культурной связи с зарубежными странами
Союз советских обществ дружбы и культурной связи с зарубежными странами (ССОД) — объединение советских общественных организаций, ставивших целью развитие и укрепление дружбы и культурного сотрудничества народов Советского Союза и зарубежных государств. ССОД был учрежден в 1958 году, ведёт свою историю от Всесоюзного общества культурной связи с заграницей. В 1992 году правопреемником ССОД стала Российская ассоциация международного сотрудничества.

## История
Союз советских обществ дружбы и культурной связи с зарубежными странами (ССОД) был образован постановлением Всесоюзной конференции советских обществ дружбы и культурной связи с зарубежными странами, проходившей в Москве 17–18 февраля 1958 года. ССОД пришел на смену Всесоюзного общества культурной связи с заграницей (ВОКС) и объединил все существовавшие на тот момент общества, ассоциации, комитеты дружбы, республиканские общества культурной связи с заграницей, различные отраслевые секции. Согласно принятому на конференции Уставу, задачей ССОД стало развитие дружбы и сотрудничества, культурных и научных связей между общественными организациями, учреждениями и отдельными представителями науки и культуры СССР и зарубежных стран. ССОД был призван обеспечивать не только развитие зарубежных контактов, но и знакомство советских граждан с культурой и историей других стран. Этому процессу способствовало возникновение региональных отделений обществ дружбы. Еще одной отличительной чертой организаций, входивших в состав ССОДа, был массовый характер их деятельности. Для работы ССОД и советских обществ дружбы в центре Москвы на Воздвиженке были предоставлены два здания, принадлежавших в прошлом представителям семьи известных российских предпринимателей и меценатов Морозовых (особняк Арсения Морозова и усадьба Варвары Морозовой).

## Деятельность
Высшим органом ССОД являлась Всесоюзная конференция. Состоялось пять Всесоюзных конференций: I (1958), II (1967), III (1974), IV (1981), V (1987). Конференция избирала совет и ревизионную комиссию. Совет являлся руководящим органом между конференциями и избирал исполнительный орган – Президиум. Центральный аппарат состоял из Бюро Президиума и ряда структурных подразделений, состав которых неоднократно уточнялся. Среди них имелись функциональные отделы по направлениям работы: книгообмену, специализированному туризму и кадрам, по приему зарубежных делегаций, по валютно-финансовым вопросам и др., а также территориальные отделы, которые занимались организацией культурных связей с зарубежными странами по определенным регионам, например, Отделы стран Ближнего и Среднего Востока, Латиноамериканских стран, Британских стран и др. Во всех зарубежных странах, с которыми существовали совместные общества дружбы, работали представители ССОД.

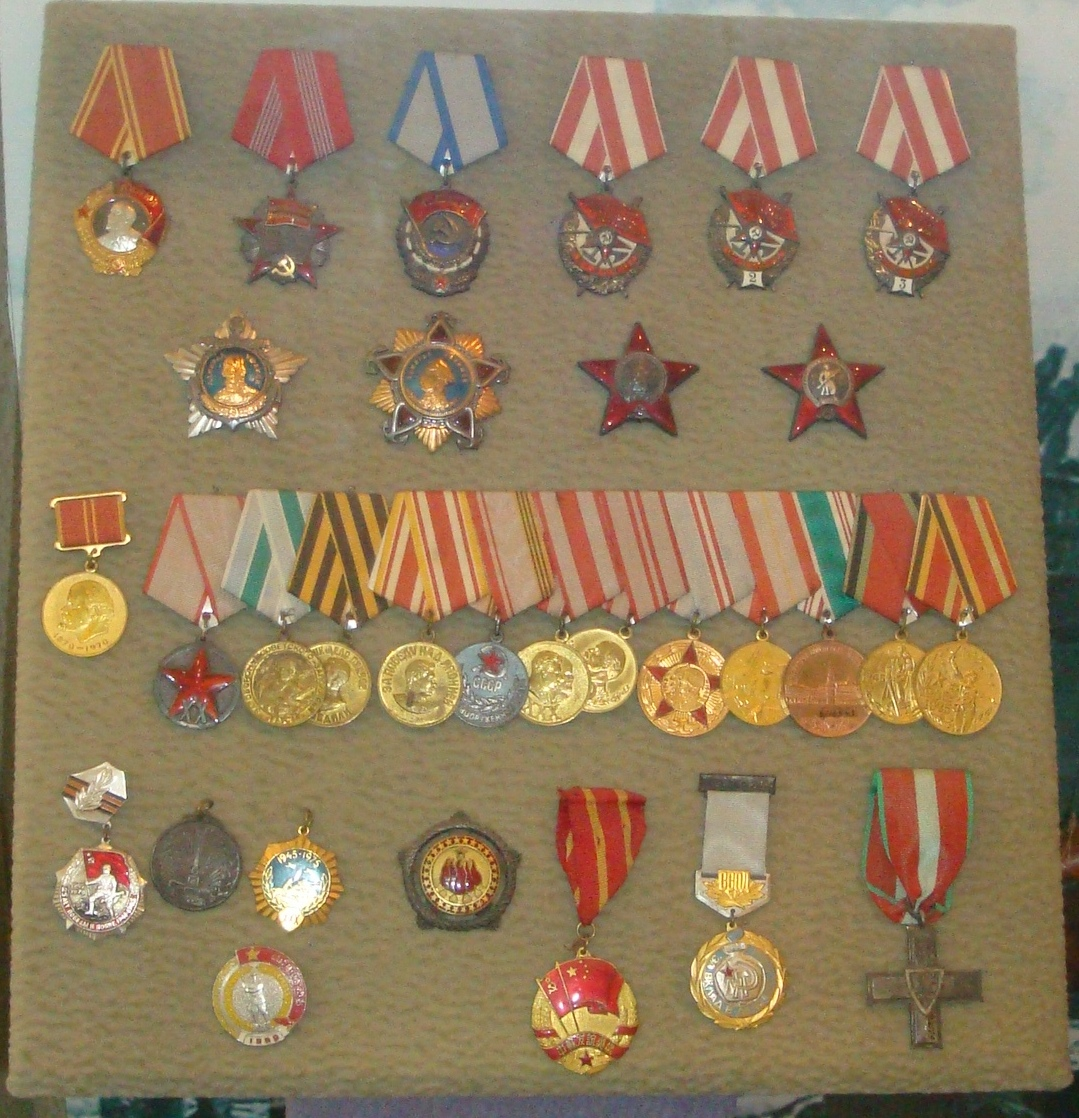
Почётный знак ССОД «За вклад в дело дружбы» (второй справа в нижнем ряду) среди наград адмирала Н. М. Харламова в Центральном музее Вооружённых сил

По мере расширения контактов советской общественности с общественностью зарубежных стран, создания новых обществ дружбы, усложнения задач ССОД происходили преобразование, переименование отделов, секторов и расширение содержания международных связей ССОД: от развития контактов, в основном с единомышленниками, к диалогу и сотрудничеству с различными общественно-политическими силами, от преимущественно культурных связей – к взаимодействию по широкому спектру гуманитарных и социально-экономических проблем.
С 1964 г. коллективным членом ССОД стала Ассоциация по связям советских и зарубежных городов, основанная 5 июня 1964 года.
К середине 1970-х годов ССОД включал 63 общества дружбы с отдельными странами, в том числе 12 обществ дружбы с социалистическими странами, общества «СССР — Франция», «СССР — Великобритания», «СССР — Финляндия», «СССР — Италия», общество советско-индийских культурных связей, общество дружбы СССР — АРЕ; 3 ассоциации дружбы и культурных связей (с арабскими странами, странами Африки, странами Латинской Америки); 11 ассоциаций и секций деятелей науки и культуры, 14 республиканских обществ, 6 отделений ССОД в городах РСФСР (в Ленинграде, Волгограде, Иркутске, Сочи, Тольятти, Хабаровске). Общества дружбы объединяли 25 тыс. предприятий, колхозов, совхозов, учебных заведений, учреждений науки и культуры. В работе ССОД участвовало свыше 50 млн. человек.
Ежегодно только республиканские общества проводили свыше 20 тыс. мероприятий, посвященных зарубежным странам, их истории, науке, искусству, юбилейным и памятным датам, а также солидарности с народами Индокитая, Ближнего Востока, Африки, Чили. В Московском Доме дружбы ежегодно проводилось около 2000 мероприятий.
В 1975 году ССОД поддерживал контакты с 7,5 тыс. организаций и с общественными деятелями, представителями науки и культуры 134 стран. На всех континентах функционировало 108 общественных ассоциаций, институтов дружбы с СССР. Общества дружбы с СССР Австрии, Болгарии, Венгрии, ДРВ, ГДР, КНДР, Монголии, Польши, Румынии, Финляндии, Франции, Чехословакии были награждены советским орденом Дружбы народов. В свою очередь, орденами социалистических стран были награждены советские общества дружбы: с Болгарией (орденом Георгия Димитрова), с Венгрией (орденом Мира и дружбы), с ГДР (орденом «Большая звезда дружбы народов»), с Монголией (орденом Сухэ-Батора), с Румынией (орденом Тудора Владимиреску 1-й степени), с Чехословакией (орденом Победного Февраля). В 1974 году ССОД награжден орденом Дружбы народов.
ССОД, также, как и ВОКС, действовал в условиях конфронтации двух полярных политических систем, созданных СССР и США. В периоды обострений отношений Советского Союза и стран Запада, когда практически прекращались политические и экономические контакты, деятельность созданных в этих странах обществ дружбы была порой единственной связующей нитью, с помощью которой поддерживалось двустороннее взаимодействие, в том числе на уровне простых граждан.
Об авторитете и значимости создаваемых обществ дружбы свидетельствовал тот факт, что главами этих организаций становились известные деятели науки, культуры и других сфер. Так, общество дружбы с Болгарией возглавлял академик, авиаконструктор Андрей Туполев, общество дружбы с Италией известный советский кинорежиссер Сергей Герасимов, общество дружбы с Кубой летчик-космонавт Юрий Гагарин, во главе общества дружбы с Вьетнамом стоял летчик-космонавт Герман Титов.
Формы реализации гуманитарной деятельности ССОДа и обществ дружбы были различными: обмен туристическими группами, опытом научных и культурных достижений, организация Дней, посвященных науке и культуре СССР, массовая дружеская переписка коллективов и отдельных лиц.
Важную роль играл обмен делегациями обществ дружбы для участия в международных и двусторонних конференциях, выставках, фестивалях культуры, в которых участвовали видные политические и общественные деятели разных стран, мастера культуры, искусства, выдающиеся ученые.
В 1970-80 годы значительно расширилась материальная база деятельности ССОД, в том числе и за рубежом. В эти годы началось широкое формирование сети информационно-культурных центров за рубежом. Так, в 1959-1975 годах был открыт 21 культурный центр: в Польше, Марокко, Индонезии, Индии, Чехословакии, Болгарии и других странах. В 1975-1986 годах было открыто еще 17 центров: в Австрии, Сирии, Непале, Перу, Камбодже, ГДР, Аргентине и других странах.
Созданные в зарубежных странах советские культурные центры, дома советской науки и культуры стали местами сосредоточения информации о культурной, научной и общественной жизни Советского Союза.  Это способствовало активизации деятельности ССОДа в гуманитарной сфере, в том числе по распространению русского языка и культуры за рубежом. В это время при поддержке ССОД были организованы курсы русского языка более чем в 90 странах, на которых обучались порядка 600 тысяч иностранцев. ССОД направлял за границу порядка 10 тысяч различных выставок в год, рассылал более 450 периодических изданий по 7 тысячам зарубежных подписчиков. В 1980-е годы в Москве были открыты культурные центры ряда зарубежных стран.
К концу 1991 года ССОД объединял 98 обществ и ассоциаций обществ дружбы с народами зарубежных стран, профессиональные ассоциации и многочисленные отделения в союзных и автономных республиках, краях, областях, городах и районах СССР. На основе межправительственных соглашений ССОД выполнял государственные программы сотрудничества с зарубежными странами в области культуры, образования, научных и деловых связей, содержал и организовывал работу домов советской науки и культуры и советских культурных центров, курсов русского языка и представительств ССОД в 89 странах. За рубежом работало более 350 специалистов-международников и преподавателей русского языка. На выполнение этих функций на 1991 год из госбюджета ССОДу было выделено 62 млн.рублей. ССОД на постоянной основе сотрудничал более чем с 10000 зарубежными партнерами - государственными и общественными организациями, представителями деловых кругов во многих странах мира.
Печатные издания ССОД: газета «Московские новости», издававшаяся на английском, французском, арабском, испанском языках, разовым тиражом 600 тыс. экземпляров, ежемесячный журнал «Культура и жизнь» — на русском, английском, французском, немецком, испанском языках, разовым тиражом 90 тыс. экземпляров.
4 апреля 1992 года учредительная конференция Российской ассоциации международного сотрудничества приняла решение о преобразовании Союза советских обществ дружбы и культурной связи с зарубежными странами в Российскую ассоциацию международного сотрудничества, считая ее правопреемником ССОД.

## Председатели Президиума ССОД
- Попова, Нина Васильевна (1958—1975)
- Круглова, Зинаида Михайловна (1975—1987)
- Терешкова, Валентина Владимировна (1987—1992)